# Thomas von Aquin-Institut für Philosophie, Theologie und Geschichte
Das Thomas von Aquin Institut für Philosophie, Theologie und Geschichte (russisch Институт философии, теологии и истории святого Фомы) ist eine Hochschule der Katholischen Kirche in Moskau. Sie wurde als Thomas von Aquin Kolleg der katholischen Theologie als erstes katholisches Bildungsinstitut nach der Oktoberrevolution 1991 in Moskau gegründet. 2006 wurde das Kolleg zur Hochschule, hat damit eine staatliche Lizenz sowie eine staatliche Akkreditierung erhalten und darf infolgedessen staatlich anerkannte Abschlüsse verleihen. Die Priesterausbildung durch die Römisch-katholische Kirche in Russland findet im 1993 gegründeten Priesterseminar Regina Apostolorum in Sankt Petersburg statt.

## Studienfächer
Im Institut wird nur eine Fachrichtung unterrichtet: Religionswesen. Das Studium dauert in der Regel 5 Jahre und wird mit dem Abschluss Bachelor beendet. Der zweite Hochschulabschluss kann hier in 3 Jahren erworben werden. Die meisten Studenten sind berufstätig, weshalb der Unterricht üblicherweise abends stattfindet. Die Bewerber müssen in der Regel Aufnahmeprüfungen in Russisch, Russischer Geschichte und Gesellschaftskunde bestehen. Im Gegensatz zu vielen anderen nichtstaatlichen Hochschulen in Russland ist das Studium im Institut kostenlos. Die Hochschule wird vom Jesuitenorden unterstützt.

## Persönlichkeiten
2008 wurde ein Professor des Instituts, Pater Victor Betancourt-Ruiz, im Alter von 42 Jahren in Moskau ermordet.

## Veröffentlichungen
Das Institut verfügt über einen eigenen Verlag und gibt die zwei Zeitschriften Punkta und die 1979 in Paris gegründete Symvol heraus.